# Brigitte Holzapfel
Brigitte Elisabeth Holzapfel, po mężu Klocke, później Kurschilgen (ur. 10 kwietnia 1958 w Krefeld) – niemiecka lekkoatletka, Skoczkini wzwyż i wieloboistka, medalistka mistrzostw Europy w 1978. W czasie swojej kariery reprezentowała Republikę Federalną Niemiec.
Zwyciężyła w pięcioboju oraz zdobyła brązowy medal w skoku wzwyż na mistrzostwach Europy juniorów w 1975 w Atenach.
Później skoncentrowała się na startowaniu w skoku wzwyż. Zajęła 10. miejsce w tej konkurencji na halowych mistrzostwach Europy w 1976 w Monachium oraz 11. miejsce na igrzyskach olimpijskich w 1976 w Montrealu.
Zdobyła srebrny medal na halowych mistrzostwach Europy w 1977 w San Sebastián, przegrywając jedynie z reprezentantką Włoch Sarą Simeoni, a wyprzedzając Edit Sámuel z Węgier. Zajęła 2. miejsce w finale pucharu Europy w 1977 w Helsinkach.
Ponownie zdobyła srebrny medal na halowych mistrzostwach Europy w 1978 w Mediolanie, ulegając Sarze Simeoni, a wyprzedzając reprezentantkę Polski Urszulę Kielan. Na mistrzostwach Europy w 1978 w Pradze Holzapfel wywalczyła brązowy medal, za Sarą Simeoni i Rosemarie Ackermann z Niemieckiej Republiki Demokratycznej.
Nie wzięła udziału w igrzyskach olimpijskich w 1980 w Moskwie wskutek ich bojkotu przez RFN. Odpadła w kwalifikacjach na mistrzostwach Europy w 1982 w Atenach. Zajęła 6. miejsce na halowych mistrzostwach Europy w 1984 w Göteborgu. Wystąpiła na igrzyskach olimpijskich w 1984 w Los Angeles, ale nie zakwalifikowała się do finału.
Holzapfel była mistrzynią RFN w skoku wzwyż w 1976 i 1978, wicemistrzynią w 1979 i 1981 oraz brązową medalistką w 1982, 1984 i 1985, a w hali mistrzynią w tej konkurencji w 1977, 1978 i 1983 oraz wicemistrzynią w latach 1975, 1976 i 1984–1986.
Dwukrotnie poprawiała rekord RFN w skoku wzwyż doprowadzając go do wyniku 1,95 m, uzyskanego 12 sierpnia 1978 w Kolonii.
Jej młodsza siostra Beate Holzapfel także z powodzeniem uprawiała lekkoatletykę (bieg na 400 metrów przez płotki i skok wzwyż), a córka Lisa Kurschilgen skok w dal.